# هوشع ويليامز
هوشع لورنزو ويليامز (5 كانون الثاني 1926 - 16 تشرين الثاني 2000)، مناضل قيادي أمريكي لأجل الحقوق المدنية وناشطً وكاهن مرسّم ورجل أعمال ومحسن وعالم وسياسي. اشتهر بشكل خاص لكونه عضواً مؤتمناً من الدائرة المقربة لزميله الناشط الحقوقي الشهير والحائز على نوبل للسلام مارتن لوثر كينغ، تحت راية منظمتهما الرائدة مؤتمر القيادة المسيحية الجنوبية اعتمد كينغ على ويليامز لتنظيم وحشد الجماهير من الناس إلى العمل المباشر السلمي في حملات الاحتجاج العديدة التي شنوها ضد الاضطهاد العنصري والسياسي والاقتصادي والاجتماعي. وصف كينغ ويليامز بالقائد الميداني وبالمندفع وبأنه كاسترو الخاص به. كما أن ويليامز -وعلى خطا كينغ- معروفٌ على نطاق واسع كونه الرئيس المؤسس لإحدى أكبر منظمات الخدمات الاجتماعية في أمريكا الشمالية اسمها ((Hosea Feed the Hungry and Homeless. كان شعاره الشهير هو «غير مشترى وغير متحكم به».

## الخلفية
ولد ويليامز في أتابولغوس في جورجيا وهي مدينة صغيرة في أقصى الجنوب الغربي من الولاية في مقاطعة ديكاتور. كان والداه مراهقين ملتزمين بمعهد تجاري للمكفوفين في ماكون. هربت والدته من المعهد عندما علمت بحملها. عثر ويليامز على والده الأعمى ويلي ويغينز حين بلغ الثامنة والعشرين عن طريق الصدفة في فلوريدا. توفيت والدته أثناء الولادة حين كان عمره 10 سنوات. قام جداه لوالدته ليلار وتيرنر زيليامز بتربيته هو وأخته الكبرى تيريزا. هرب ويليامز خارج البلدة في سن الثالثة عشر لاتهامه من قبل عصابة همجية بالتقرب من فتاة بيضاء.
خدم ويليامز مع جيش الولايات المتحدة خلال الحرب العالمية الثانية في وحدة أمريكية أفريقية برئاسة الجنرال جورج س. باتون جونيور، وترقى إلى رتبة رقيب أول. كان الناجي الوحيد من قصف نازي، ما جعله يلازم مستشفى في أوروبا لأكثر من عام، وكُرّم بالقلب الأرجواني جراء ذلك. عند عودته إلى المنزل من الحرب تعرض ويليامز للضرب المبرح على أيدي مجموعة من البيض الغاضبين في محطة للحافلات لشربه من صنبور مياه كتب عليه «للبيض فقط». اعتقد المهاجمون أنه مات لشدة الضرب، فاستدعوا عاملي دار دفن موتى خاص بالسود ليأخذوا جثته، في الطريق لاحظ السائق أن ويليامز لا زال حياً ولكن بالكاد كان يتنفس. لم تكن هناك مستشفيات في المنطقة تعالج السود حتى في حالة الطوارئ الطبية، وكانت الرحلة إلى أقرب مستشفى للمحاربين القدماء تبعد أكثر من مئة ميل. قضى ويليامز أكثر من شهر في المستشفى يتعافى من الإصابات التي لحقت به في ذلك الاعتداء.
نقل عن ويليامز قوله تعليقاً على الاعتداء: «اعتبرني الجيش معاقاً بنسبة 100%، وتطلب مني السير الاعتماد على عصا. جعلتني جراحي أستحق القلب الأرجواني. كانت الحرب قد انتهت وكنت لا أزال أرتدي الزي العسكري، ولكن في طريقي إلى منزلي ضربوني حتى بت على شفا الموت. هم نفس الأشخاص الذين حاربت لأجل حرياتهم وعانيت ويلات الحرب. فقط لأنني أردت أن أشرب». وتابع قائلًا: «لقد شاهدت أفضل أصدقائي وهم يعذبون ويقتلون وتتشظى أجسادهم. كانت ساحات القتال الفرنسية حرفياً ملطخة بدمي ومخصبة بعفن جسدي. في تلك اللحظة شعرت حقاً كما لو أنني كنت أقاتل في الجانب الخاطئ، فيما بعد أدركت السبب الذي جعلني أصل مرة تلو الأخرى إلى حافة الموت ثم ينجيني الله منه... لأصبح جنرالًا في الحرب من أجل حقوق الإنسان والكرامة الشخصية». حصل بعد الحرب على شهادة الثانوية العامة عن عمر يناهز 23 عاماً، ثم حصل على درجة البكالوريوس ودرجة الماجستير (كلاهما في الكيمياء) من كلية موريس براون في أتلانتا وجامعة أتلانتا (جامعة كلارك أتلانتا حالياً). وكان ويليامز عضواً في أخوية فاي بيتا سيغما. تزامن عيد ميلاد ويليامز مع ذكرى وفاة أحد أبرز أعضاء تلك المنظمة وهو جورج واشنطن كارفر. بعد الكلية عمل ويليامز في وزارة الزراعة في الولايات المتحدة كعالم أبحاث.

## نشاط الحقوق المدنية المبكر
انضم ويليامز في بداياته إلى الرابطة الوطنية للنهوض بالملونين (NAACP)، ولكنه أصبح لاحقاً قيادياً في اتحاد القيادة المسيحية الجنوبية (SCLC) بجانب مارتن لوثر كينغ ورالف أبيرناثي وجيمس بيفل وجوزيف لوري وأندرو يانغ وآخرين غيرهم. لعب دوراً هاماً في مظاهرات سانت أوغستين في فلوريدا ويقول البعض إن هذا ما مهد الطريق لإقرار قانون الحقوق المدنية التاريخي لعام 1964. أثناء تنظيمه لتحرك «سلما» لحق التصويت عام 1965 كان هو من قاد محاولة المسير الأولى من سلما إلى مونتغمري، استخدم ضده الغاز المسيل للدموع وضُرب بشدة. لكن مظاهرات سلما وأحداث الأحد الدامي قادت في النهاية إلى الإنجاز التشريعي الكبير للحركة وهو قانون حق التصويت لعام 1965. بعد مغادرة SCLC لعب ويليامز دوراً فاعلًا في دعم الإضرابات في منطقة أتلانتا بولاية جورجيا من قبل العمال السود الذين عينوا بدايةً بسبب قانون الحقوق المدنية لعام 1964.

## الحياة السياسية
في سباق حاكم الولاية عام 1966 عارض ويليامز كلًا من المرشح الديمقراطي العنصر ليستر مادوكس والمرشح الجمهوري النائب الأمريكي هوارد كالاوي. وقد تحدى كالاواي في عدد لا يحصى من القضايا المتعلقة بالحقوق المدنية والحد الأدنى للأجور والمعونة الفيدرالية للتعليم والتجديد الحضري والرعاية الطبية للمعوزين. ادعى ويليامز أن كالاواي اشترى دعم صحيفة أتلانتا جورنال. وفي الختام انتخب مادوكس حاكماُ من قبل الهيئة التشريعية للولاية.
خاض ويليامز الانتخابات التمهيدية للديمقراطيين لمقعد مجلس الشيوخ الأمريكي الذي كان يشغله الراحل ريتشارد راسل الابن في العام 1972، حيث حصل على 46153 صوتاً (6.4%). لكن انتخب زميله الديمقراطي سام نان. وفي عام 1974 انتخب ويليامز لعضوية مجلس الشيوخ في جورجيا حيث خدم خمس دورات انتخابية كديمقراطي حتى عام 1984. وانتخب لعضوية مجلس مدينة أتلانتا في عام 1985، واستمر هناك لخمس سنوات حين انتخابات عام 1989 التي خاضها لأجل منصب عمدة أتلانتا، لكنه خسر أمام ماينارد جاكسون. في نفس العام نجح وليامز في حملته الانتخابية للحصول على مقعد في مقاطعة ديكالب بمقاطعة جورجيا والذي شغله حتى عام 1994. دعم وليامز حاكم جورجيا السابق جيمي كارتر لمنصب الرئيس في عام 1976، لكنه فاجأ العديد من الشخصيات السود للحقوق المدنية في عام 1980 من خلال الانضمام إلى رالف أبيرناثي وتشارلز إيفرز في دعم رونالد ريغان. مع ذلك استمر في دعم سياسات ريغان بحلول العام 1984، عاد إلى الديمقراطيين ليدعم والتر ف. مونديل.
قاد ويليامز «مسيرة ضد الخوف والتهديد» في 17 كانون الثاني 1987 في مقاطعة فورسيث في جورجيا (قبل أن تصبح إحدى الضواحي الرئيسية للمترو الشمالي في أتلانتا). لم تكن مسكونة من غير البيض، تعرض المتظاهرون التسعون للاعتداء بالحجارة وغيرها من قبل عدة مئات من المتظاهرين المعارضين بقيادة الحركة القومية وكو كلوكس كلان (KKK). في الأسبوع التالي قام عشرون ألفاً بالمسير بما في ذلك كبار قادة الحقوق المدنية والمسؤولين الحكوميين. فبدأت مقاطعة فورسيث في الاندماج ببطء في السنوات التالية مع توسع ضواحي أتلانتا. أسس ويليامز في عام 1971مؤسسة غير ربحية اسمها Hosea Feed the Hungry and Homeless وقد عرفت على نطاق واسع في أتلانتا بتقديم وجبات ساخنة وحلاقة الشعر والملابس وغيرها من الخدمات للمحتاجين في عيد الشكر وعيد الميلاد ومارتن لوثر كينغ جونيور داي وعيد الفصح كل عام. ابنة ويليامز إليزابيث أوميلامي هي رئيسة المؤسسة. كما نظم وليامز رابطة (IWL) في عام 1974 ومقرها أتلانتا برئاسة ثندربولت باترسون. ومن بين المساعي الريادية الأخرى أسس ويليامز وكالة بيل بوندس وهي وكالة لسندات الكفالة.

## الأسرة والوفاة
في أوائل عام 1951 تزوج ويليامز بخوانيتا تيري (1925-2000). وأنجب الزوجان ثمانية أطفال. أربعة أبناء: هوشيا ويليامز الثاني (1955–1998) وأندريه ويليامز وتوري ويليامز وهيرون ويليامز، وأربع فتيات: باربرا ويليامز-إيمرسون وإليزابيث ويليامز-أوميلامي ويولاندا ويليامز-فافورز وجونيتا ويليامز-كولير.
توفي ويليامز في مستشفى بيدمونت في أتلانتا في 16 تشرين الثاني 2000 بعد معاناة دامت لثلاث سنوات مع مرض السرطان. وقد أقيمت مراسم تشييع الجنازة في كنيسة إبنيزر المعمدانية التاريخية، حيث كان صديقه المقرب مارتن لوثر كينج يعمل مساعد قس سابقاً. وتوفيت زوجة ويليامز قبله بثلاثة أشهر ومن قبلها بعامين توفي ابنه هوشع ويليامز الثاني. ودُفن ويليامز في مقبرة لينكولن.

## التكريم والثقافة الشعبية
قبيل وفاة ويليامز بفترة وجيزة تمت تسمية شارع بوليفارد في المنطقة الجنوبية الشرقية من أتلانتا بشارع هوشع إل ويليامز تيمناً به. ويقع هذا الطريق في موقع منزله السابق في حي إيست ليك. تحتفظ مكتبة أوبورن أفينيو للبحوث حول الثقافة والتاريخ الأميركيين من أصل أفريقي في أتلانتا بأوراق هوشع ويليامز. وتحتفظ ابنته إليزابيث أوميلامي أيضاً بمعرض متنقل لتذكارات الحقوق المدنية القيمة. صور ويليامز بواسطة ويندل بيرس في فيلم سلما في عام 2014.